# 치미슐리아

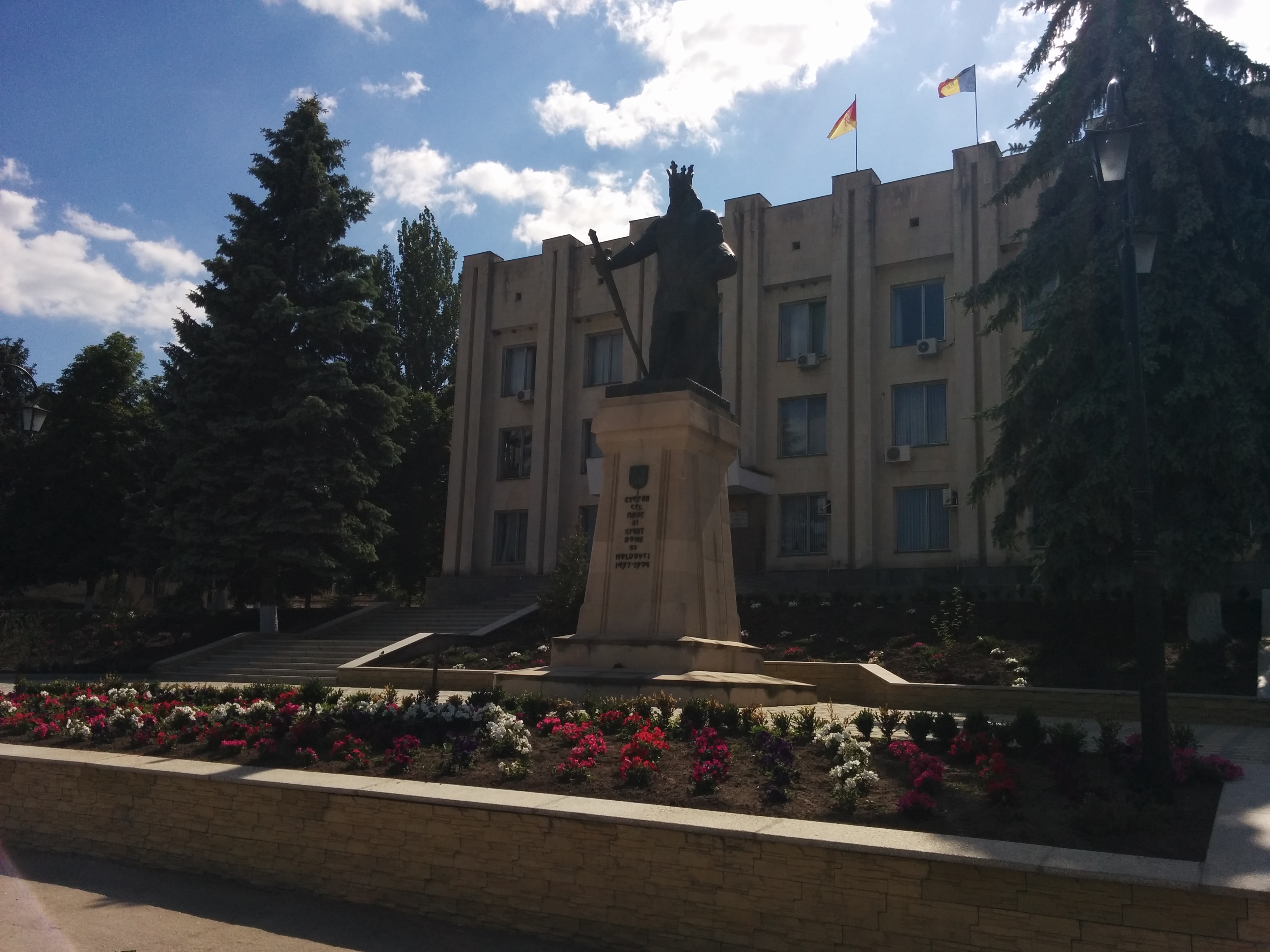

치미슐리아(루마니아어: Cimișlia)는 몰도바 남부에 위치한 도시로 치미슐리아 구의 행정 중심지이며 인구는 14,200명(2012년 기준)이다.